# NGC 5053
NGC 5053 је збијено звездано јато у сазвежђу Береникина коса које се налази на NGC листи објеката дубоког неба.
Деклинација објекта је + 17° 41' 55" а ректасцензија 13h 16m 27,0s. Привидна величина (магнитуда) објекта NGC 5053 износи 9,0. NGC 5053 је још познат и под ознакама GCL 23.